# Chiesa di Santa Maria Assunta (Cles, Mechel)
La chiesa di Santa Maria Assunta è la parrocchiale a Mechel, frazione di Cles, in Trentino. Fa parte della zona pastorale delle Valli del Noce e risale al XII secolo.

## Storia

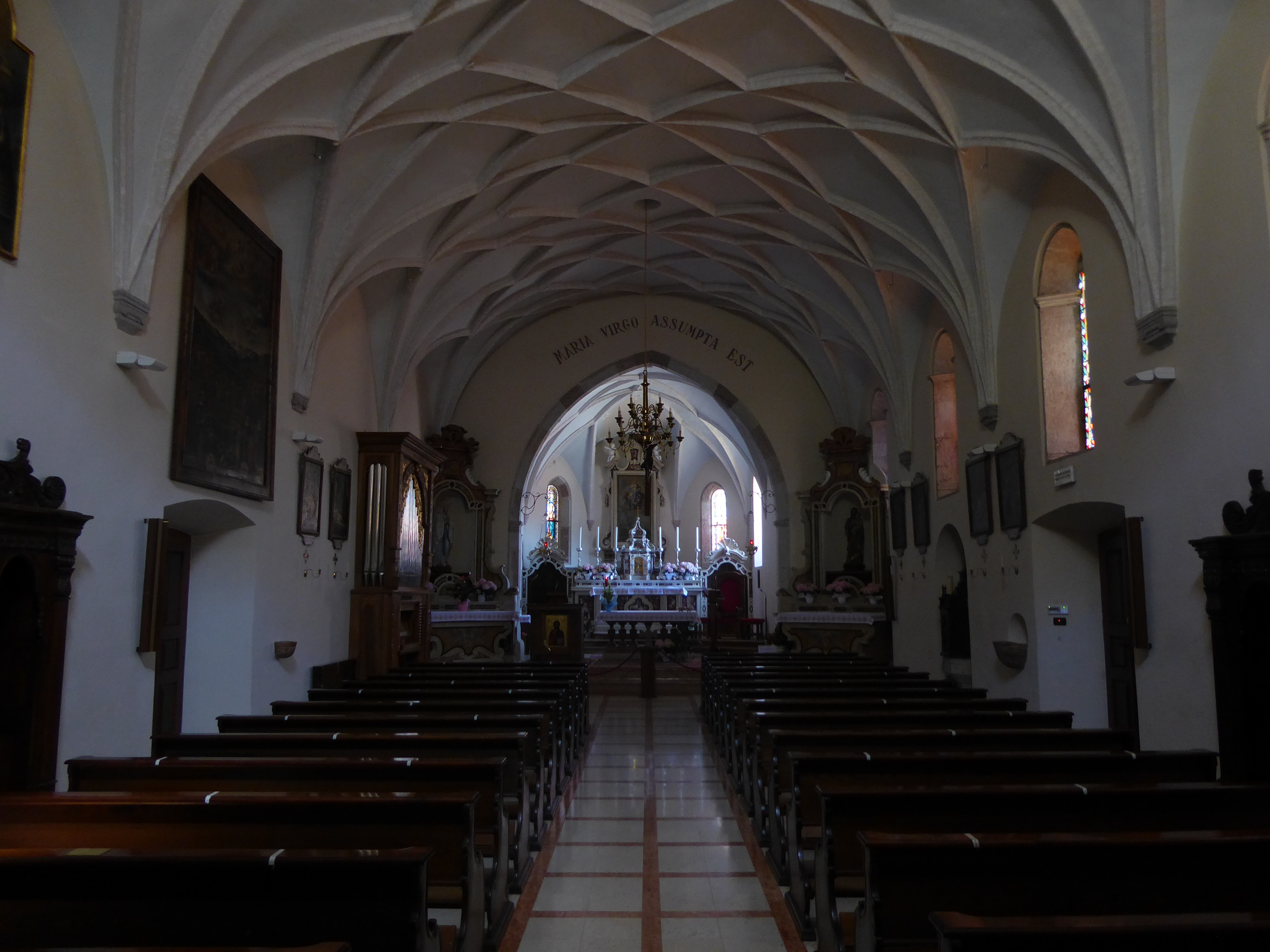
Interno

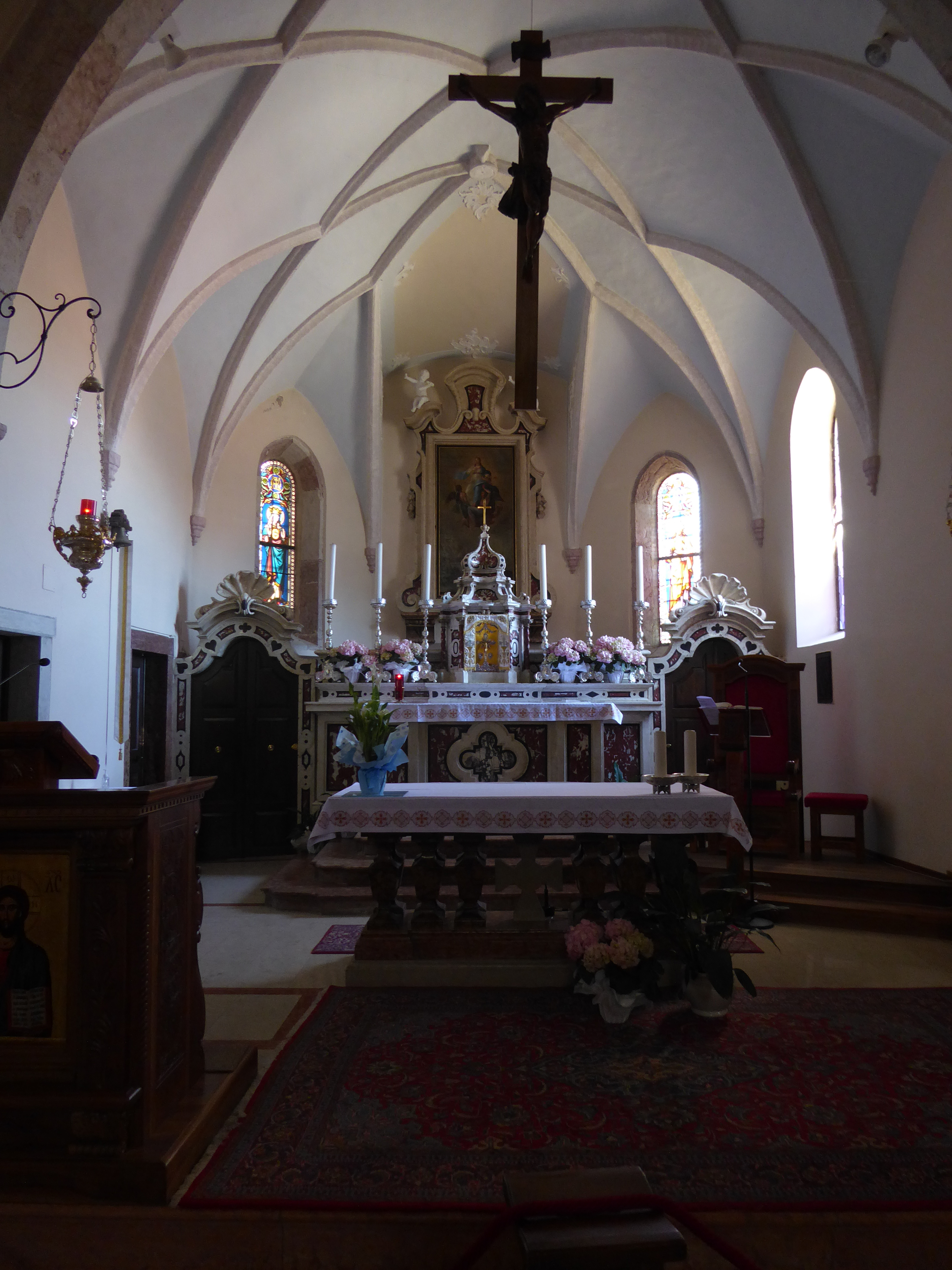
Presbiterio

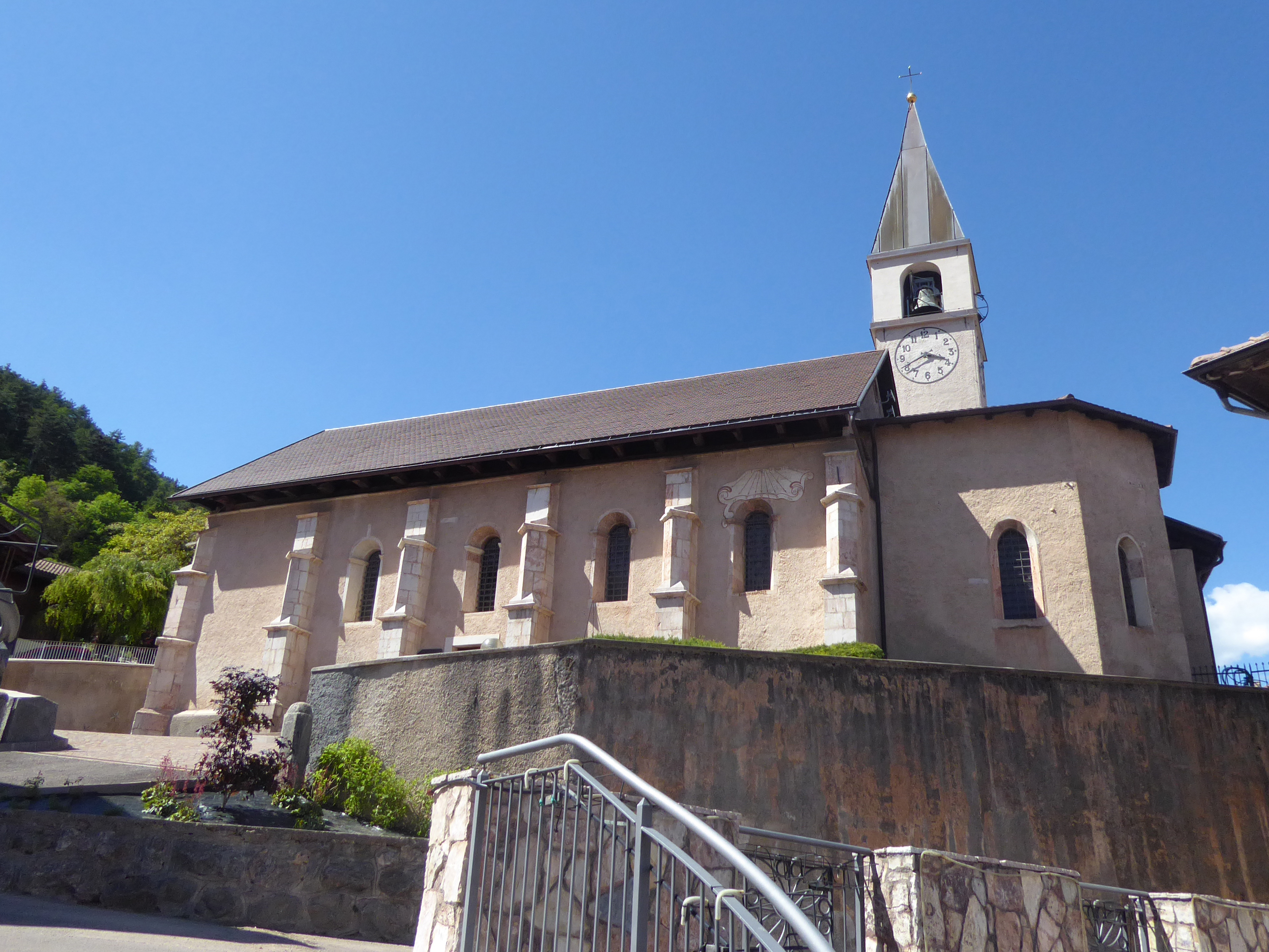
Vista laterale

Si ritiene che una prima chiesa sia presente nella località di Mechel sin dal XII secolo.
La prima volta che se ne trova una citazione è su una pergamena trovata tra i documenti conservati in Castel Bragher.
Dopo una visita pastorale avvenuta nel 1579 che ne constatava le pessime condizioni si decise di abbattere la vecchia costruzione e di edificare, sullo stesso sito, una nuova chiesa. 
Tra il 1585 ed il 1586, avendo come modello la pieve di Santa Maria Assunta a Cles, venne eretto il nuovo edificio sacro che della chiesa di Cles in seguito prese anche la dedica.
Nel 1586 fu consacrata da Gabriele Alessandri, vescovo suffraganeo, e pochi anni dopo ebbe la dignità di primissaria.
All'inizio del XVIII secolo risulta dagli atti che fosse dedicata a Santa Maria e a Santa Margherita. Nel 1733 ebbe dignità di curazia e per un periodo di tempo imprecisato la chiesa risultò dedicata alla sola Santa Margherita, mentre più tardi la sua intitolazione divenne quella recente, Santa Maria Assunta, ma quest'ultimo passaggio è avvenuto in data non conosciuta.
Nella seconda metà del XIX secolo la pianta della chiesa venne ampliata dando alla sagrestia maggiore importanza.
Nel 1940 venne rifatto il pavimento della sala e le lapidi delle tombe che vi si trovavano furono spostate e poi se ne persero le tracce. Tre anni dopo, in pieno conflitto mondiale, venne elevata a dignità di chiesa parrocchiale.
Dopo la metà del XX secolo un incendio danneggiò la sagrestia e ne seguì un intervento di restauro generale che oltre a ripristinare le parti danneggiate e sostituire gli arredi distrutti portò a rivedere sia la pavimentazione della sala sia quella esterna, a mettere a norma gli impianti e ad elettrificare le campane.

## Descrizione

### Esterno
La facciata a capanna con due spioventi e caratterizzata da contrafforti laterali, così come le fiancate laterali. Il portale ha una cornice lapidea costituita da due paraste che reggono un architrave ingentilito, nella sua parte superiore, da una piccola lunetta cieca compresa in arco a tutto sesto. Nella parte alta del prospetto principale si trova un oculo con inferriate. La torre campanaria si trova nella parte sinistra della struttura, tra sagrestia e prespiterio. Mostra una base quadrangolare e la cella campanaria si apre con quattro finestre a monofora. La copertura della torre campanaria è a piramide acuta, con pendenza superiore a quella degli spioventi del corpo della chiesa.

### Interno
La navata interna è unica con cinque campate ed è una copia quasi esatta della chiesa di Santa Maria Assunta di Cles. Il fonte battesimale è posizionato sulla destra, in una nicchia della parete. Dall'arco santo si accede al presbiterio, leggermente elevato.